# Les cités perdues des Mayas

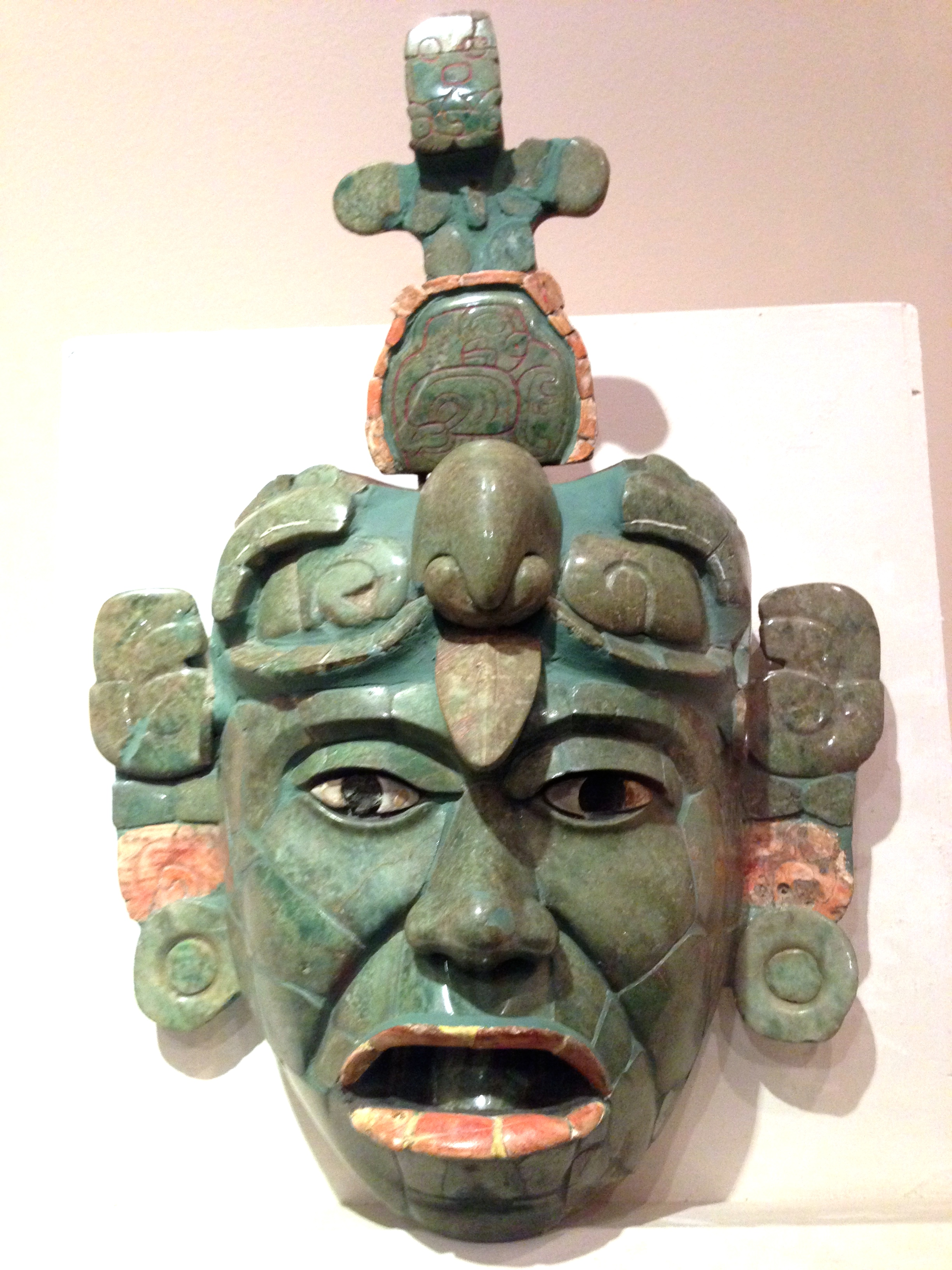
La contraportada representa la màscara de jade, pirita i petxina de Tikal, del període clàssic primerenc; actualment es conserva al Museu Nacional d'Arqueologia i Etnologia de Guatemala

Les Cités perdues des Mayas és una monografia il·lustrada sobre la història del redescobriment de la civilització maia, escrita pel maianista i iconòleg Claude-François Baudez, i l'historiador de l'art Sydney Picasso, publicada el 1987. Aquest assaig ha estat adaptat a una pel·lícula documental del mateix nom.

## Introducció
L'estudi es planteja el redescobriment de la civilització maia, i la investigació dels jaciments, objectes i documents descoberts a l'àrea, des de començament del segle XVI al XX, però no pas la història d'aquesta civilització.
La col·lecció "Descobriments" es basa en una abundant documentació iconogràfica i una manera de crear diàleg entre la iconografia documental i el text.
En la tria de documents, es prioritza l'originalitat, els inèdits, i els originals policromats de l'explorador anglés Frederick Catherwood, en la seua obra Imperi maia.  És quasi una "novel·la gràfica", farcida de plaques de colors.

## Acollida
El lloc web Babelio dona al llibre una valoració mitjana de 3,80 sobre 5, basada en 22 notes. Al lloc web Goodreads, el llibre té una valoració mitjana de 3,46 /5 basada en 46 notes; i això significa crítiques generalment positives.
L'historiador d'art Olivier Gabet fa una crítica positiva del llibre: "Erudició alegre i generosa, lectura fascinant, un clàssic atemporal que fa venir ganes de llegir altres llibres, sobretot l'increïble destí de Waldeck".

## Adaptació documental
L'any 2000, en coproducció amb Arte France i Trans Europe Film, en col·laboració amb Éditions Gallimard, es feu una adaptació de Les cités perdues des Mayas, dirigida per Jean-Claude Lubtchansky. Aquest documental es rodà a Mèxic i Guatemala, i es va emetre en Arte en L'Aventure humaine.

### Fitxa tècnica
- Títol: Les cités perdues des Mayas
- Títol alemany: Stätten und Kultur der Maya[9]
- Realització: Jean-Claude Lubtchansky
- Imatges: Mikaël Lubtchansky
- Escenari: Claude-François Baudez i Sydney Picasso
- Guió i adaptació: Jean-Claude i Carole Lubtchansky
- Veu: François Marthouret i Marc Zammit[10]
- Empreses productores: Arte France, Trans Europe Film i Éditions Gallimard
- Estat d'origen:  França
- Llocs de rodatge:  Mèxic, Guatemala
- Llengua: doblatge francés, alemany
- Durada: 52 minuts
- Data d'estrena: 2000 en Arte